# Pestañas postizas
Pestañas postizas è un film del 1982 diretto da Enrique Belloch ed interpretato da Queta Claver, Carmen Belloch e Antonio Banderas.
Si tratta del primo film interpretato da Banderas, il quale compare anche in una celebre scena di nudo integrale.

## Trama
La relazione tra Juan e Marita attraversa diverse fasi. Dopo due anni, Juan pone fine al legame con la sua compagna, che lo ha mantenuto, fino alla comparsa di Adela, un'altra donna dalla quale potrebbe ottenere denaro.